# Самчик Максим Володимирович
Макси́м Володи́мирович Са́мчик (нар. 27 серпня 1997, Бровари, Київська область) — український актор. Став відомим завдяки ролі Феді Макарова у телесеріалі «Перші ластівки».

## Життєпис
Народився 27 серпня 1997 року у Броварах, Київської області.
Після закінчення школи вступив до Київського національного університету ім. Тараса Шевченка на журналістику, де провчився два місяці. Завдяки другу Самчик потрапив у балетну трупу Київського театру мюзиклу «Камільфо». Там він зіграв свою першу роль у мюзиклі «Мерлін Монро», танцював у кавер-шоу «Майкл Джексон». У 2013—2019 роках навчався у Київському національному університеті театру, кіно і телебачення ім. Івана Карпенка-Карого на актора драматичного театру та кіно (майстерня Юрія Висоцького).
Дебютував у кіно на першому курсі в драматичному фільмі «Коли падають дерева», де зіграв молодого бандита «Шрама». Стрічку було відібрано до конкурсної програми «Панорама» 68-го Берлінського міжнародного кінофестивалю, де 20 лютого 2018 відбулася її світова прем'єра.
У травні 2019 року розпочались зйомки молодіжного трилера «Перші ластівки», у якому Самчик виконав роль 11-класника Феді Макарова. Показ телесеріалу відбувся у листопаді на Новому каналі. 19 вересня відбулася прем'єра пригодницького фентезі «Фокстер & Макс», у якому Самчик зіграв антигероя «Гекона».
2 квітня 2020 року одружився з акторкою Ангеліною Трандафіловою. У травні 2022 року, після шести років стосунків, пара розлучилася.
З листопада 2022 року – актор Київського академічного театру драми і комедії на лівому березі Дніпра.

## Театральні роботи
Київський театр мюзиклу «Камільфо»
- мюзикл «Мерлін Монро»
- кавер-шоу «Майкл Джексон»

Київський академічний драматичний театр на Подолі
- 2018 — «Каїн XVIII, або стережіться комара!» Євгена Шварца; реж. Володимир Кудлінський — військовий міністр[3]

Київський академічний театр на Печерську
- 2009 (введення 2022) — «Salida Cruzada - 8 кроків танго» твір учасників проекту; реж. Олена Лазовіч — Павло[11]
- 2020 (введення 2022) — «Іранська конференція» Івана Вирипаєва; реж. Олена Лазовіч — о. Августин[12]

Майстерня Лєни Лазовіч
- 2022 — «Листи до брата Тео. Ван Гог»; реж. Олена Лазовіч — Ван Гог [джерело?]
- 2022 — «Пісня Орфея. Василь Стус» на основі листів до рідних, віршів, перекладів Рільке, Кіплінга, Лорки, а також твори класичних композиторів, що іх так любив Василь Стус; реж. Олена Лазовіч — Василь Стус [джерело?]

Київський академічний театр драми і комедії на лівому березі Дніпра
- 2014 (введення 2023) — «Жіноча логіка» Анатолія Крима; реж. Тамара Антропова — охоронець
- 2015 (введення 2023) — «Близькість…» Патріка Марбера; реж. Тамара Трунова — офіціант / сушист / лікар
- 2023 — «Намалюй мені літак» Михайла Урицького за мотивами однойменної новели Еріка-Емманюеля Шмітта; реж. Михайло Урицький — Йокен (син Вернера) / лектор, Мартин Мюллер
- 2023 (поновлення) — «Море… Ніч… Свічки…» за п’єсою «Це величне море» Йосефа Бар-Йосефа; реж. Едуард Митницький (прем’єра відбулася 1 березня 2003 року, кураторка повернення вистави до репертуару – Тамара Трунова) — Ноах
- 2023 — «Котигорошко» Наталїї Ігнатьєвої за мотивами українських народних казок; реж. Володимир Цивінський— Змій

## Фільмографія

### Кіно
| Рік  | Назва                | Роль            | Примітки         | Дж.    |
| ---- | -------------------- | --------------- | ---------------- | ------ |
| 2018 | Коли падають дерева  | «Шрам»          |                  | [ 4 ]  |
| 2019 | Фокстер & Макс       | Гекон           |                  | [ 7 ]  |
| 2019 | Lost in Kyiv (англ.) | Артур           | Короткометражний | [ 13 ] |
| 2020 | Пульс                | Макс            |                  | [ 14 ] |
| 2021 | Покинуті надії       | Андрій          | Короткометражний | [ 14 ] |
| 2023 | Джура Королевич      | Джура Королевич |                  | [ 14 ] |

### Телебачення
| Рік  | Назва                   | Роль                           | Примітки        | Дж.    |
| ---- | ----------------------- | ------------------------------ | --------------- | ------ |
| 2019 | Контакт (рос.)          | Володимир Голенко (юний)       | Епізодична роль | [ 15 ] |
| 2019 | Перші ластівки          | Федя Макаров                   | Головна роль    | [ 6 ]  |
| 2020 | Життя прекрасне (рос.)  | Кирило                         |                 | [ 16 ] |
| 2020 | Перші ластівки. Zалежні | Влад Якименко                  | Головна роль    | [ 17 ] |
| 2020 | Гра в долю              | Олександр                      | Головна роль    | [ 18 ] |
| 2020 | Обійми брехні           | Тимур (в молодості)            |                 | [ 19 ] |
| 2021 | Сестричка               | Мітя                           | Головна роль    | [ 20 ] |
| 2021 | Смак помсти             | Іван                           |                 | [ 21 ] |
| 2021 | Дім, де серце           | Артем                          |                 | [ 22 ] |
| 2021 | Вірина любов (рос.)     | Ігор                           |                 | [ 23 ] |
| 2022 | Солоний поцілунок       | Герман                         | Головна роль    | [ 24 ] |
| 2023 | Ботоферма               | Антон Паляниця, соціальний бот | Головна роль    | [ 25 ] |
| 2023 | Коло омани              | Метью Фаррел                   |                 | [ 26 ] |
| 2024 | Тільки живи             | Вітька                         | Головна роль    | [ 27 ] |
| 2024 | Одна родина             | Максим                         | Головна роль    | [ 28 ] |
| 2024 | Дрон                    | Лесь                           | Головна роль    | [ 29 ] |